# Necton
Necton is een civil parish in het bestuurlijke gebied Breckland, in het Engelse graafschap Norfolk met 1865 inwoners.